# Бать, Лидия Григорьевна
Ли́дия Григо́рьевна Бать (11 [23] мая 1897, Одесса, Херсонская губерния — 10 января 1980, Москва) — русская советская писательница, журналистка.

## Биография и творчество
Лидия Бать родилась 11 (23) мая 1897 года в Одессе. Отец — Григорий Гедеонович (Герш-Йона Гдальевич) Бать (1862—1918), кандидат прав, инспектор Торговой еврейской общественной школы. Мать — Елизавета Азарьевна Бать (урождённая Лея Померанц, 1861—1930) — получила историко-филологическое и медицинское образование, работала зубным врачом. Старший брат — Александр Григорьевич Бать (1886—1937, расстрелян) — юрист, член Московской коллегии адвокатов бывал «на башне» у Вяч. Иванова, дружил с С. Городецким, был женат на сестре художника-«мирискусника» Б. И. Анисфельда Ольге (1891—после 1964). Племянница (их дочь) — Нина Александровна Бать (1916—1999), окончила ИФЛИ, редактор, переводчик, поэт. Гражданская жена поэта Павла Когана.
Дяди (братья отца) — Александр Гедеонович Бать, юрист, автор трудов по юриспруденции; Владимир Гедеонович (Вульф Гдальевич) Бать (1857—1899) — врач и учёный-медик, эпидемический врач Новгородского губернского земства. Двоюродный брат — писатель Алекандр Дейч.

Самым важным литературным знакомством юности стала Вера Инбер:
«Имя Веры Инбер часто звучало в нашем доме. Мои и её родители были хорошо знакомы, и меня крайне волновала мысль, что среди знакомых моих родителей есть настоящий поэт».
Первый муж (имя неизвестно) был представителем советской власти, писал стихи. В 1923 г. застрелился, узнав о романе Л. Бать с Самуилом Ефимовичем Мотолянским. В том же году Бать и Мотолянский соединились гражданским браком. С. Мотолянский (1896—1970) — юрист, экономист, курировал проекты по градостроительству.
В 1915—1920 гг. Бать училась на историко-филологическом отделении Одесских высших женских курсов, после революции 1917 г. преобразованных в Новороссийский университет. Готовила к защите дипломную работу «Иван Грозный и опричнина», но окончить учёбу не удалось из-за расформирования университета.
В 1919—1920 гг. параллельно с учёбой работала воспитательницей в детском доме.
С 1921 г. заведовала клубом и библиотекой в Ортопедическом санатории Одесского Курортного Управления, вела работу по ликвидации неграмотности.
В 1926—1929 гг. была заведующей библиотекой при второй и третьей типографиях Одесского Полиграфического треста.
В 1928 г. Л. Бать дебютировала в одесской периодике.
В 1929 г. в журнале «Огонек» Л. Бать опубликовала рассказ «Шутка» под псевдонимом «Л. Морц» и под этим псевдонимом с 29 июня 1929 г. стала корреспондентом журнала.

С сентября 1929 г. работала заведующей библиотекой центрального клуба печатников в Одессе, а с 1930 г. руководила и литературной студией. В своем отчете сообщала:
«Особо хочу отметить руководство литературной студией при Центральной рабочей библиотеке, из которой вышел ряд молодых писателей и поэтов (Алигер — Москва, Азаров — Ленинград, Плоткин — Одесса и др.)».
С февраля 1931 г. Л. Бать руководила рецензентским кружком при абонементном отделе Центральной рабочей библиотеки, была активным участником рецензентских и литературных бригад Украинского библиотечного коллектора в Одессе. 8 октября 1931 г. «на лагерном собрании ЛОКАФ’а» она рассказывает о Вере Инбер «перед разбором ея произведения о 51-й дивизии».
В 1932 г. Л. Бать переехала в Москву. Работала в разных газетах, написала две статьи для Литературной энциклопедии.
Благодаря историко-филологическому образованию и хорошему знанию французского языка 16 декабря 1934 г. поступила на должность ответственного секретаря редакции газеты «Журналь де Моску», где заведовал отделом культуры А. И. Дейч, автор первого тома серии «ЖЗЛ», посвященного Генриху Гейне, и книги про Р. Амундсена.
В соавторстве с А. Дейчем Л. Бать издала книгу «Фритьоф Нансен: жизнь и путешествия» (1936).

С декабря 1937 г. Л. Бать работала в журнале «Ревю де Моску», выходившем на французском языке. В этот период она познакомилась и подружилась с Ариадной Сергеевной Эфрон, дочерью М. И. Цветаевой. По возвращении Цветаевой в Советский Союз Л. Бать бывала в гостях у Эфронов. По её инициативе Цветаева занялась переводами лирики М. Ю. Лермонтова на французский язык.
«Мы работали с ней вместе в „Revue de Moscou“, хорошо относились друг к другу, настолько, что она была, кажется, единственной знакомой, которую я решилась, несмотря на все запреты, познакомить со своими „законспирированными“ родителями на нашей болшевской даче в 1939 г. Лида, как помню, привезла тогда кому-то из нас в подарок большую, красивую фарфоровую чашку василькового цвета… Почему-то запомнилась мне эта чашка».
В 1939 г. А. Дейч и Л. Бать опубликовали книгу «Тарас Шевченко».
В 1941 г. эвакуировалась в Ташкент, где включилась в работу по подготовке 500-летия Алишера Навои и начала писать о нём повесть «Солнце Герата».
Во время пребывания в Ташкенте Бать поддерживала отношения с Георгием Эфроном, сыном М. Цветаевой, оказывала ему разностороннюю помощь.
Вернувшись из эвакуации в 1943 г., Л. Бать работала в французской редакции журнала «Интернациональная литература», вступила в Союз писателей.
12 июня 1947 г. Бать и Мотолянский зарегистрировали официальный брак.
В 1948 г. Л. Бать поступила в журнал «Советская литература» на должность старшего редактора. В том же году вышла книга об Алишере Навои, под названием «Сад жизни».

Из письма А. С. Эфрон от 9 сентября 1948 г.:
«С большим и подлинным удовольствием прочла твоего „Алишера“. <…> Книга, с одной стороны, очень насыщена историческим материалом, с другой — нисколько им не перегружена <…> Герои не условны, не схематичны, у каждого — своё лицо, запоминающееся. Восток — не назойлив и не слишком декоративен, как во множестве книг европейских авторов, даже таких, как Флобер <…> Очень мне понравился, между прочим, эпизод с Алишером и Лутфи — как это перекликается с Пушкиным и Державиным!»
Оценка современного литературоведа:
«В повести Бать образ поэта лишен психологической сложности. Навои — воплощение „настоящего человека“, творца, мудреца, труженика и государственного деятеля. Он скорбит о бедствиях народа и государства, о забвении родного языка тюрки и пороках ближних. Сам при этом лишен пороков, слабостей, сомнений, страстей и угрызений совести. Все это, кроме последнего, достается на долю его старшего товарища по играм, а затем государя — Султана-Хуссейна. Алишер и Султан-Хуссейн — главные герои, и основную интригу создает коллизия их жизненных путей. Правда, Бать не отрицает и возможности симбиоза двух начал: неукротимую энергию Султана-Хуссейна гармоническое сознание Алишера направляет в созидательное русло».
Л. Бать продолжала поддерживать творческие связи с ташкентскими авторами. Участвовала в декадах узбекской литературы и искусства, присутствовала на III съезде писателей Узбекистана, занималась составлением сборников и переводами, писала рецензии на книги и пьесы. Бать редактировала русский перевод романа Айбека (псевдоним Мусы Ташмухамедова) «Священная кровь», написала о нём ряд статей и две книги.
По возвращении из ссылки А. С. Эфрон в 1955 г. возобновилась их дружба, не прекращавшаяся до конца жизни Эфрон.
Л. Г. Бать постоянно оказывала дружескую и деловую поддержку В. А. Гроссману, автору книги «Дело Сухово-Кобылина» (1936) и романов о Пушкине, находившемуся в вологодской ссылке.

В 1958 г. Л. Бать издала книгу «Великое призвание. Повесть о русском актёре М. С. Щепкине». 
«…книга о Щепкине оказалась её вершинным произведением. Бать использовала записки самого Щепкина, и не стала доводить жизнеописание актёра до его кончины, а выбрала сюжетно приемлемый кусок, оставив своего героя на самом пике карьеры. В третьей части вводится новая героиня — дочь Щепкина, чья блестящая артистическая карьера обрывается на взлете. И этот контраст двух судеб, отца и дочери, придает финалу трагическую глубину. На последней странице романа Щепкин читает книжечку „Кобзарь“ пока неизвестного ему автора. Тем самым проводится линия к уже написанной повести о Шевченко, для которой „Великое призвание“ служит по существу предысторией».
Книги о Шевченко и Щепкине образовали дилогию, объединённую общими героями и общим сюжетом: восхождение одаренного раба к свободе и вершинам искусства в условиях дореформенной России.

В 1961 г. Л. Бать издала повесть об актрисе П. А. Стрепетовой «Спасибо за правду», посвятив её памяти матери. Книга стала завершением биографической трилогии о людях искусства.
«Отзыва А. С. Эфрон на эту книгу мы не знаем, но на жизни Стрепетовой словно лежит отсвет Цветаевой: исступленное служение искусству, воплощение «народной» стихии в творчестве, "безмерность « в люби, неуживчивость, рождение трех детей, смерть младшей дочери во младенчестве, собственная ранняя смерть, гибель „искалеченного материнской любовью“ сына сразу после смерти матери, нереализованная творческая карьера старшей дочери».
В письме к А. Эфрон от 10 октября 1961 г. Л. Бать отозвалась на публикацию «Избранного» М. Цветаевой:
«Пишу тебе под непосредственным впечатлением „Поэмы Конца“, которую я читала, как загипнотизированная. <…> Какое счастье, что душа ещё может переживать чувства такого напряжения, какое я сейчас испытала. В первый раз я читала поэму эту 30 лет назад <…>. Но сейчас я поняла её неизмеримо глубже. Это трагедия не только женщины, это трагедия поэта <…> За счастье <…> быть <…> поэтом надо платить дорогой ценой, гибелью чувства, разлукой, разрывом, расставанием („даже смысла такого нет“), нужно, и все тут». 
Памяти отца посвящена повесть «Море бушует» (1967), приуроченная к 90-летию Алексея Силыча Новикова-Прибоя (1877—1944), которого Л. Бать знала лично.
Творческую деятельность Л. Бать сочетала с активным участием в литературных мероприятиях. Так, 29 марта 1965 г. она побывала на вечере чтецов, посвященном творчеству С. И. Липкина в Центральном Доме актёра им. А. А. Яблочкиной, 12 мая — на открытии V съезда писателей Узбекистана в Ташкенте, 24 сентября поздравляла Айбека с 60-летием и 40-летием творческой деятельности, позднее написала очерк к 50-летию народной поэтессы Узбекистана Зульфии.
В 1968 г. Л. Бать вместе с мужем побывала во Франции по приглашению родственницы Л. Рибенович.
18 мая 1970 г., в день рождения Л. Бать, скоропостижно скончался С. Мотолянский.

В последние годы, несмотря на болезнь Паркинсона, Л. Бать продолжала литературную деятельность. В 1970 г. вышел сборник литературных портретов «Незабываемые встречи». 
«В раздел „Голоса современников“ включены такие имена, как Е. Д. Стасова, А. С. Серафимович, Ф. В. Гладков, А. С. Новиков-Прибой, К. А. Федин, И. Г. Эренбург, В. М. Инбер, Б. А. Лавренев, Н. С. Тихонов, Л. М. Леонов, А. А. Сурков, С. П. Щипачев, В. В. Вишневский, Б. Л. Горбатов, В. С. Гроссман, К. М. Симонов, Э. Г. Казакевич, М. А. Светлов, Якуб Колас, О. Л. Книппер-Чехова, А. Н. Грибов. Раздел „Мои среднеазиатские друзья“ был скромнее: Х. Алимджан, Зульфия, Айбек, Г. Гулям, Д. Икрами. Бать писала импрессионистически, стараясь передать в первую очередь атмосферу встречи, „человеческие“ черточки, детали интерьера, если они характеризовали владельца».
В 1972 г. «Незабываемые встречи» вышли вторым изданием. Отсутствовал очерк о Василии Гроссмане и актёрах, но были включены очерки о М. Ф. Рыльском, Абдулле Каххаре и Куддусе Мухаммади.
В 1975 г., по случаю официального юбилея, Л. Бать получила звание заслуженного работника культуры Узбекской ССР. 26 июля того же года в Тарусе от инфаркта скончалась А. С. Эфрон.
В 1976 г. в соавторстве с М. Кошчановым Л. Бать опубликовала новый вариант книги об Айбеке.
10 января 1980 г. Л. Бать скончалась в Москве. Похоронена на Донском кладбище (2 уч.).

## Избранная библиография
1.      Бать Л., Дейч А. Фритьоф Нансен: жизнь и путешествия. М., 1936.
2.      Бать Л., Дейч А. Тарас Шевченко. М.; Л., 1939.
3.      Бать Л. Г. Сад жизни: Повесть об Алишере Навои. М., 1956.
4.     Бать Л.Г. Великое призвание. Повесть о русском актёре М. С. Щепкине. М., 1958.
5.      Бать Л. Спасибо за правду. М., 1961.
6.     Бать Л.Г. Великое призвание. Повесть о русском актёре М. С. Щепкине. Изд. 2. М., 1963.
7.      Бать Л. Г. Море бушует: Повесть о писателе А. С. Новикове-Прибое. М., 1967.
8.      Бать Л. Незабываемые встречи. Литературные беседы. Воспоминания. М., 1970.
9.      Бать Л. Незабываемые встречи. Литературные беседы. Воспоминания. Изд. 2. М., 1972.
10.  Бать Л. Г. Великое призвание. Повесть о русском актёре М. С. Щепкине. Изд. 3. М., 1972.
11.  Бать Л. Г., Кошчанов М. Айбек: Критико-биографический очерк М., 1966.